# Жесты мышью
Жесты мышью — способ управления программами в компьютере при помощи движений (жестов) мыши, которые преобразуются в команды.
Идея способа состоит в замене навигации по командам меню на ввод команд с помощью знаков, нарисованных на плоскости экрана движениями мыши. «Рисовать» команды может быть быстрее и проще, чем искать нужный пункт меню или (в нек. случаях) использовать горячие клавиши. Кроме того, такой способ облегчает работу для тех, кому затруднительно пользоваться клавиатурой.
Жест фиксируется, если нажать и удерживать старт-кнопку (обычно это правая кнопка мыши) и одновременно «начертить» мышью нужную фигуру (см. рис. ниже). В зависимости от программы движение может отображаться на экране в виде следа (StrokeIt, Maxthon) или не отображаться (Яндекс.Браузер, Opera).

## История
Первым жестом было перемещение объекта на компьютерах Macintosh фирмы Apple. В отличие от Windows и компьютеров Lisa, комбинация нажатия, удержания и перемещения мыши вызывала другое действие, чем просто последовательность нажатия и перемещения. Позже появился второй жест — простое удержание кнопки мыши через примерно полсекунды вызывало контекстное меню.
Затем способ нашел применение в видеоиграх: в игре Myth жесты указывали бойцам куда двигаться, а в Arx Fatalis и Black & White вызывали колдовские чары.
В приставке Wii жесты джойстиком в пространстве широко используются в играх.

## Современное использование
Лишь некоторые программы способны самостоятельно различать жесты. Подобный способ управления реализован, в частности, в браузере Opera, начиная с версии 5.10 (апрель 2001 г.); например, если зажать правую кнопку мыши и сдвинуть указатель мыши влево, то браузер вернется на предыдущую страницу (то есть выполнит команду back). Есть и масса других жестов. В Яндекс.Браузере жесты мышью появились в версии 13.10. Для Mozilla Firefox такая же функциональность реализуется с помощью расширений (Mouse Gestures Архивная копия от 22 июля 2010 на Wayback Machine или других).

Жест мышь — команда N (вызывает создание нового окна)

С помощью специальных утилит можно настроить жесты в любой программе. Например в среде Windows, установив Sensiva, StrokeIt или Mojo Mouse Gesture, пользователь получает возможность чертить жесты поверх любой программы, а установленная утилита переводит их в соответствующие команды: нарисованная буква S вызовет имитацию Ctrl+S (команда Save), буква Р команду Ctrl+P (Print), простая черта вверх — Ctrl+C (Copy), черта вниз — Ctrl+V (Paste) и т. д. Некоторые окна обрабатывают нажатие правой кнопки особым образом, поэтому не позволяют чертить жесты: например, все утилиты администратора в Windows, браузер Edge в Windows 10. 
Существуют утилиты мышиных жестов для Mac OS X (xGestures и др.) и для GNU/Linux (wayv и др.)
Кроме того, поддержка мышиных жестов интегрирована в операционные системы Plan 9 и Оберон и в среду разработки Acme.

## Недостатки
Самая большая проблема с использованием жестов — отсутствие общих стандартов применения и отображения жестов. Каждая из программ делает это по-своему.
Одно из ограничений состоит в том, что только одна команда закрепляется за каждым жестом. Это ограничение иногда можно обойти: Mojo выдает контекстное меню, где жест можно уточнить, а StrokeIt позволяет задать разные команды для разных приложений.

## Некоторые жесты в Opera
| Действие                        | Стандартное выполнение                        | Движение мышью при зажатой правой кнопке мыши |
| ------------------------------- | --------------------------------------------- | --------------------------------------------- |
| Вернуться к предыдущей странице | Кнопка «Back» в панели браузера               | влево                                         |
| Перейти к следующей странице    | Кнопка «Forward» в панели браузера            | вправо                                        |
| Обновить страницу               | Кнопка «Reload» в панели браузера             | вверх-вниз                                    |
| Открыть новую вкладку           | File — New tab                                | вниз                                          |
| Дублировать открытую вкладку    | Пункт «Дублировать вкладку» контекстного меню | вниз-вверх                                    |
| Закрыть вкладку                 | Кнопка «Close tab»                            | вниз-вправо                                   |

## Список утилит
Все эти утилиты дополняют стандартные операционные системы поддержкой жестов мышью.

### Windows
- WireKeys (Свободное программное обеспечение) с помощью плагина
- gMote (dead 07.08.2011) (freeware), последняя версия 2009 г.
- Gesture Magic Архивная копия от 22 февраля 2009 на Wayback Machine (free/open source), последняя версия 2008 г.
- Brass Архивная копия от 26 мая 2010 на Wayback Machine с помощью плагина Mime
- StrokeIt (Проприетарное программное обеспечение)
- Sensiva Symbol Commander
- MauSuji Архивная копия от 14 ноября 2009 на Wayback Machine (сайт на китайском языке)
- DownRight Архивная копия от 22 мая 2010 на Wayback Machine российская разработка, последняя версия 2005 г.
- WinFlip (Обычно идёт в семействе пакетов Transformation Pack)
- StrokesPlus Архивная копия от 13 мая 2013 на Wayback Machine
- Justgestures Архивная копия от 17 мая 2014 на Wayback Machine

### Mac OS X
- FlyGesture Архивная копия от 10 декабря 2009 на Wayback Machine, бесплатная
- Quicksilver есть функция распознавания жестов
- xGestures, платная
- CocoaGestures

### X11 (GNU/Linux)
- Gestikk Архивная копия от 21 июля 2009 на Wayback Machine
- wayV Архивная копия от 16 февраля 2010 на Wayback Machine
- xstroke Архивная копия от 25 октября 2009 на Wayback Machine
- KHotkeys Архивная копия от 4 января 2008 на Wayback Machine Жесты уже встроены в среду KDE
- Управление жестами в KDE Архивная копия от 28 апреля 2015 на Wayback Machine
- Управление встроенными жестами в FVWM
- xgestures
- easystroke Архивная копия от 6 января 2010 на Wayback Machine

### SkyOS
- SkyOS Mouse Gestures. В SkyOS встроена поддержка жестов

### Программы со встроенной поддержкой
Следующие программы обладают встроеной поддержкой жестов:
- Документация по Maxthon.
- Документация Архивировано 7 сентября 2012 года. по Opera.
- Mouse Gestures Архивная копия от 22 июля 2010 на Wayback Machine, All-in-One Mouse Gestures Архивная копия от 30 июля 2010 на Wayback Machine и easyGestures Архивная копия от 26 ноября 2009 на Wayback Machine добавляют поддержку жестов и круговых меню в Mozilla Firefox.
- Справочник по жестам в Motion.
- Жесты для Internet Explorer Архивная копия от 26 декабря 2009 на Wayback Machine
- Жесты для Internet Explorer 7

### Библиотеки программирования жестов
- iGesture Архивная копия от 30 января 2022 на Wayback Machine Java framework с открытым кодом для распознавания письма и жестов на экране.
- Java Swing Mouse Gestures Архивная копия от 13 августа 2006 на Wayback Machine Библиотека Java с открытым исходным кодом для распознавания и обработки мышиных жестов.
- LibStroke библиотека расшифровки жестов на языках C/Java
- Lipi Toolkit Архивная копия от 22 января 2022 на Wayback Machine Тулкит с открытым кодом для распознавания и обработки жестов и произвольных фигур мышью.